# Rada hlavního města Prahy
Rada hlavního města Prahy (RHMP) je volena Zastupitelstvem hlavního města Prahy. Má 11 členů, mezi něž patří primátor hlavního města Prahy, 4 náměstkové primátora a 6 dalších radních. Schůze rady se konají každé úterý (případně podle potřeby i jinak) a jsou, na rozdíl od schůzí zastupitelstva, neveřejné. O průběhu schůze se pořizuje zápis, do kterého má každý občan právo nahlédnout.
Rada má podle zákona o hlavním městě Praze podobný účel, postavení a kompetence jako rady obcí a rady krajů. Je výkonným orgánem zastupitelstva, zabezpečuje hospodaření města podle rozpočtu schváleného zastupitelstvem, rozhoduje o rozdělování dotací do určité výše, schvaluje pojmenování a přejmenování ulic a veřejných prostranství. Vydává též nařízení hlavního města Prahy v přenesené působnosti.

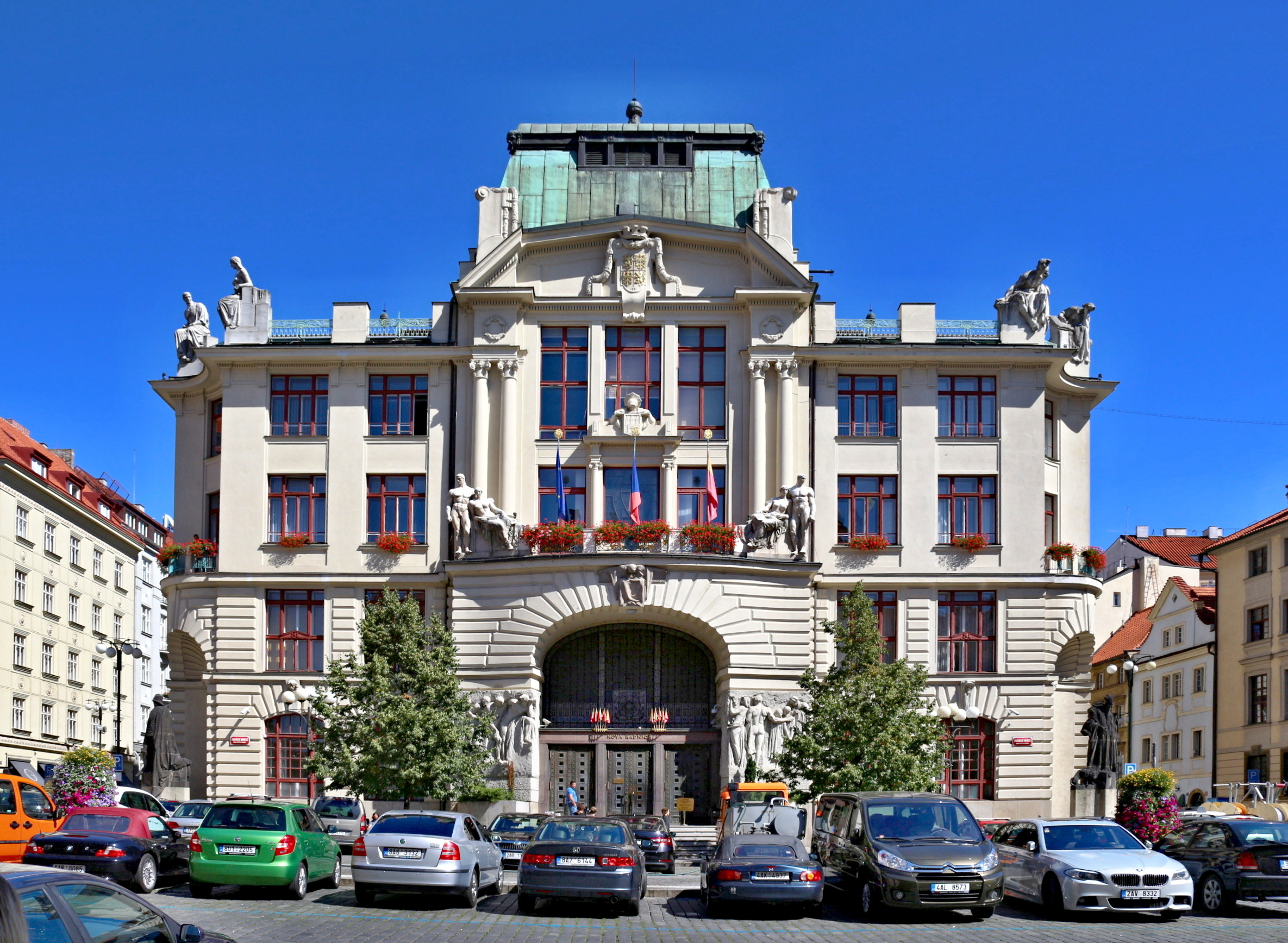
Nová radnice na Mariánském náměstí

## Volební období 2006–2010 / Rada Pavla Béma
Vítězem voleb se stala ODS, která získala nadpoloviční většinu hlasů, ale rozhodla se vládnout spolu se zelenými a evropskými demokraty. Od roku 2009 po kauze Opencard vládla ODS sama bez koaličních partnerů. K dalším změnám došlo po smrti náměstkyně Hany Žižkové a rezignacích radních Šlosára a Langmajera.
| Pozice                | Člen rady         | Strana | Kompetence                                                                     |
| --------------------- | ----------------- | ------ | ------------------------------------------------------------------------------ |
| primátor              | Pavel Bém         | ODS    | územní rozvoj                                                                  |
| 1. náměstek primátora | Rudolf Blažek     | ODS    | bezpečnost a legislativa                                                       |
| náměstek primátora    | Pavel Klega       | ODS    | správa městského majetku, hospodářská politika a infrastruktura města          |
| náměstkyně primátora  | Markéta Reedová   | SNK ED | evropské fondy, zahraniční politika a protikorupční opatření; do prosince 2009 |
| náměstek primátora    | Milan Richter     | ODS    | evropské fondy, zahraniční politiku a protikorupční opatření; od prosince 2009 |
| náměstkyně primátora  | Hana Žižková      | ODS    | školství; do června 2007                                                       |
| náměstkyně primátora  | Marie Kousalíková | ODS    | školství                                                                       |
| radní                 | Milan Richter     | ODS    | kultura, památky, cestovní ruch a volnočasové aktivity; do prosince 2009       |
| radní                 | Ondřej Pecha      | ODS    | kultura, památky, cestovní ruch a volnočasové aktivity; od prosince 2009       |
| radní                 | Jiří Janeček      | ODS    | sociální a bytová politika                                                     |
| radní                 | Milan Pešák       | ODS    | zdravotnictví                                                                  |
| radní                 | Radovan Šteiner   | ODS    | doprava                                                                        |
| radní                 | Petr Štěpánek     | SZ     | životní prostředí, energetika a cyklodoprava; do prosince 2009                 |
| radní                 | Štěpán Šlosár     | ODS    | životní prostředí, energetika a cyklodoprava; do února 2010                    |
| radní                 | Vladislav Mareček | ODS    | životní prostředí, energetika a cyklodoprava                                   |
| radní                 | Martin Langmajer  | ODS    | územní plánování; do září 2010                                                 |

## Volební období 2010–2014

### 2010–2011 / První rada Bohuslava Svobody
Koalici vytvořili ODS a ČSSD. Tyto strany obešly vítěze voleb za zastupitelstva, kterým byla TOP 09.
Koalice skončila na základě domluvy po roce společného vládnutí. Důvodem byla vyhrocená ekonomická situace metropole.
| Pozice                | Člen rady          | Strana | Kompetence                                  |
| --------------------- | ------------------ | ------ | ------------------------------------------- |
| primátor              | Bohuslav Svoboda   | ODS    |                                             |
| 1. náměstek primátora | Karel Březina      | ČSSD   | doprava, informatika a životního prostředí  |
| náměstek primátora    | Ivan Kabický       | ODS    | zdravotnictví, volný čas a výstavnictví     |
| náměstek primátora    | Josef Nosek        | ODS    | územní plán                                 |
| náměstek primátora    | Antonín Weinert    | ČSSD   | školství, sport a památková péče            |
| radní                 | Petr Dolínek       | ČSSD   | sociální politika, bydlení a evropské fondy |
| radní                 | Lukáš Kaucký       | ČSSD   | kultura a cestovní ruch                     |
| radní                 | Radek Lohynský     | ODS    | infrastruktura                              |
| radní                 | Alexandra Udženija | ODS    | majetek a podpora podnikání                 |

### 2011–2013 / Druhá rada Bohuslava Svobody
Koalici vytvořili ODS a TOP 09.
Na jednání zastupitelstva 23. 5. 2013 byl v tajném hlasování odvolán primátor Bohuslav Svoboda, náměstek primátora Josef Nosek a radní Alexandra Udženija (všichni tři ODS). Radní Mgr. Ivan Kabický a Radek Lohynský (oba ODS) na své funkce v radě následně rezignovali.
| Pozice                | Člen rady          | Strana | Kompetence                                                               |
| --------------------- | ------------------ | ------ | ------------------------------------------------------------------------ |
| primátor              | Bohuslav Svoboda   | ODS    | do května 2013                                                           |
| 1. náměstek primátora | Tomáš Hudeček      | TOP 09 | územní plán; od května 2013 pověřen pravomocmi primátora                 |
| náměstek primátora    | Josef Nosek        | ODS    | doprava; do května 2013                                                  |
| náměstek primátora    | Ivan Kabický       | ODS    | zdravotnictví, sociální a bytová politika; do května 2013                |
| náměstek primátora    | Pavel Richter      | TOP 09 | infrastruktura                                                           |
| radní                 | Václav Novotný     | TOP 09 | kultura, památková péče, výstavnictví, cestovní ruch a zahraniční vztahy |
| radní                 | Eva Vorlíčková     | TOP 09 | informatika a evropské fondy                                             |
| radní                 | Lukáš Manhart      | TOP 09 | transparentní veřejná správa a legislativa                               |
| radní                 | Radek Lohynský     | ODS    | životní prostředí; do května 2013                                        |
| radní                 | Alexandra Udženija | ODS    | majetek a podpora podnikání; do května 2013                              |
| radní                 | Helena Chudomelová | TOP 09 | školství, sport a volný čas                                              |

### 2013–2014 / Rada Tomáše Hudečka
Jednobarevnou menšinovou Radu složili zástupci TOP 09. Její vznik podpořila ČSSD. Tomáš Hudeček byl primátorem hlavního města Prahy zvolen 20. 6. 2013.
| Pozice                | Člen rady        | Strana | Kompetence                                                               |
| --------------------- | ---------------- | ------ | ------------------------------------------------------------------------ |
| primátor              | Tomáš Hudeček    | TOP 09 | územní plán, bezpečnost a vnější vztahy                                  |
| 1. náměstek primátora | Jiří Vávra       | TOP 09 | finance                                                                  |
| náměstek primátora    | Jiří Nouza       | TOP 09 | infrastruktura a životní prostředí                                       |
| náměstek primátora    | Václav Novotný   | TOP 09 | kultura, památková péče, výstavnictví, cestovní ruch a zahraniční vztahy |
| náměstek primátora    | Jan Vašíček      | TOP 09 | majetek a podpora podnikání                                              |
| náměstek primátora    | Ludmila Štvánová | TOP 09 | školství, věda a výzkum                                                  |
| radní                 | Jiří Pařízek     | TOP 09 | doprava                                                                  |
| radní                 | Eva Vorlíčková   | TOP 09 | informatika a evropské fondy                                             |
| radní                 | Lukáš Manhart    | TOP 09 | transparentní veřejná správa, legislativa, sport a volný čas             |
| radní                 | Martin Dlouhý    | TOP 09 | zdravotnictví, sociální politika a bydlení                               |

## Volební období 2014–2018 / Rada Adriany Krnáčové
Koalici vytvořili zástupci ANO, ČSSD a Trojkoalice SZ, KDU-ČSL a STAN. Adriana Krnáčová byla novou primátorkou hlavního města Prahy zvolena 26. 11. 2014.
Na jednání zastupitelstva v noci z 22. na 23. 10 2015 bylo část členů Rady odvoláno. Po téměř půlročních neshodách v koalici, byla 28. 4. 2016 podepsaná staronová koaliční smlouva mezi původními stranami ANO, ČSSD a Trojkoalice (SZ, STAN a KDU-ČSL). Opírala se o hlasy 34 z 65 zastupitelů.
| Pozice                | Člen rady               | Strana  | Kompetence                                                               |
| --------------------- | ----------------------- | ------- | ------------------------------------------------------------------------ |
| primátorka            | Adriana Krnáčová        | ANO     | legislativa, veřejná správa a protikorupční opatření                     |
| náměstkyně primátorky | Eva Kislingerová        | ANO     | finance a rozpočet                                                       |
| náměstek primátorky   | Matěj Stropnický        | SZ      | územní rozvoj a územní plán; do října 2015                               |
| náměstkyně primátorky | Petra Kolínská          | SZ      | územní rozvoj a územní plán; od dubna 2016                               |
| náměstek primátorky   | Petr Dolínek            | ČSSD    | doprava a evropské fondy; od dubna 2016 také sport a volný čas           |
| radní                 | Libor Hadrava           | ANO     | bezpečnost a prevence kriminality                                        |
| radní                 | Radek Lacko             | ANO     | zdravotnictví a bydlení                                                  |
| radní                 | Jana Plamínková         | STAN    | infrastruktura, technická vybavenost a životní prostředí                 |
| radní                 | Jan Wolf                | KDU-ČSL | kultura, památková péče, výstavnictví a cestovní ruch                    |
| radní                 | Michal Hašek            | ANO     | správa majetku a majetkové podíly; do října 2015                         |
| radní                 | Karel Grabein Procházka | ANO     | správa majetku a majetkové podíly; od dubna 2016                         |
| radní                 | Hana Nováková           | ČSSD    | sport a volný čas; do října 2015                                         |
| radní                 | Irena Ropková           | ČSSD    | do října 2015 školství a sociální politika; od dubna 2016 pouze školství |
| radní                 | Daniel Hodek            | ČSSD    | sociální politika; od dubna 2016                                         |

## Volební období 2018–2022 / Rada Zdeňka Hřiba
Dne 7. října po volbách do Zastupitelstva hlavního města Prahy 2018 se domluvily Česká pirátská strana, Praha sobě a Spojené síly pro Prahu (TOP 09, STAN a KDU-ČSL), že v pondělí 8. října začnou jednat o společné koalici. Hnutí Praha sobě již před volbami prohlásilo, že nechce spolupracovat se stranami ODS a ANO 2011. Podobný názor zastávali také Piráti, zatímco Spojené síly pro Prahu jednoznačně odmítly spolupráci s hnutím ANO. Dne 25. října bylo po vyjednávání programů oznámeno rozdělení personálií. Koaliční smlouva byla podepsána 12. listopadu 2018. Koalice tak získala celkem 39 hlasů z 65. Adriana Krnáčová předala primátorský post Zdeňku Hřibovi dne 15. listopadu 2018, kdy byl na ustavujícím zasedaní nového zastupitelstva zvolen hlasy koalice primátorem. První oficiální jednání rady se konalo 20. listopadu 2018.
| Pozice                | Člen rady              | Strana     | Kompetence                                                                           |
| --------------------- | ---------------------- | ---------- | ------------------------------------------------------------------------------------ |
| primátor              | Zdeněk Hřib            | Piráti     | IT, evropské fondy a zahraniční vztahy; od června 2022 pak i bezpečnost              |
| 1. náměstek primátora | Petr Hlaváček          | TOP 09     | územní rozvoj a územní plán                                                          |
| náměstek primátora    | Petr Hlubuček          | STAN       | životní prostředí, infrastruktura, technická vybavenost a bezpečnost; do června 2022 |
| náměstkyně primátora  | Jana Plamínková        | STAN       | životní prostředí, infrastruktura, technická vybavenost; od června 2022              |
| náměstek primátora    | Adam Scheinherr        | Praha sobě | doprava                                                                              |
| náměstek primátora    | Pavel Vyhnánek         | Praha sobě | finance a rozpočet                                                                   |
| radní                 | Jan Chabr              | TOP 09     | majetek a majetkové podíly                                                           |
| radní                 | Milena Johnová         | Praha sobě | sociální politika a zdravotnictví                                                    |
| radní                 | Hana Kordová Marvanová | STAN       | legislativa, veřejná správa a podpora bydlení                                        |
| radní                 | Vít Šimral             | Piráti     | školství, sport a podpora podnikání                                                  |
| radní                 | Hana Třeštíková        | Praha sobě | kultura, památková péče, výstavnictví a cestovní ruch                                |
| radní                 | Adam Zábranský         | Piráti     | bydlení a transparentnost                                                            |

## Volební období 2022–2026 / Třetí rada Bohuslava Svobody
Po volbách v září 2022 začali v Praze zástupci SPOLU jednat o koalici s hnutím STAN a s Piráty. Dohoda však nepřišla, 26. září dosavadní primátor a lídr Pirátů Zdeněk Hřib uvedl, že je pro jeho stranu zásadní podmínka zastupitelstvo bez trestně stíhaných lidí, chtěl by také do koalice i Prahu Sobě.
Po několikaměsíčních jednáních se SPOLU, Piráti a STAN dohodli na společné vládní koalici po ústupcích koalice SPOLU a rozpadu Aliance stability složené z uskupení Praha Sobě a Pirátů K podpisu koaliční smlouvy došlo 15. února 2023. Nová rada vznikla na zasedání zastupitelstva den poté. Primátorem se stal Bohuslav Svoboda z ODS.
| Pozice                | Člen rady          | Strana | Kompetence |
| --------------------- | ------------------ | ------ | --- |
| primátor              | Bohuslav Svoboda   | ODS    | bezpečnost, prevence kriminality, energetika, vnitřní vztahy, vnější vztahy, zahraniční vztahy                             |
| 1. náměstek primátora | Zdeněk Hřib        | Piráti | doprava |
| náměstek primátora    | Petr Hlaváček      | STAN   | územní rozvoj a územní plán                                                                                                |
| náměstkyně primátora  | Jana Komrsková     | Piráti | životní prostředí, klimatický plán, volnočasové aktivity                                                                   |
| náměstek primátora    | Jiří Pospíšil      | TOP 09 | kultura, církve a náboženské společnosti, národnostní menšiny, cestovní ruch, výstavnictví, památková péče, péče o zvířata |
| náměstkyně primátora  | Alexandra Udženija | ODS    | sociální politika, bydlení, zdravotnictví, pohřebnictví                                                                    |
| radní                 | Michal Hroza       | TOP 09 | infrastruktura a technická vybavenost, životní prostředí                                                                   |
| radní                 | Antonín Klecanda   | STAN   | školství, sport, volnočasové aktivity                                                                                      |
| radní                 | Zdeněk Kovářík     | ODS    | finanční politika, fondy, podpora podnikání                                                                                |
| radní                 | Daniel Mazur       | Piráti | informatika, Smart City, věda, výzkum a inovace                                                                            |
| radní                 | Adam Zábranský     | Piráti | správa majetku a majetkových podílů, protikorupční opatření, transparentnost, legislativa, veřejná správa                  |